# Arroz a la zamorana
El arroz a la zamorana se considera una de las especialidades más populares y más solicitadas en los restaurantes de la provincia de Zamora. Es un plato humilde de origen campesino. Sus ingredientes principales son productos cárnicos procedentes de la matanza del cerdo y arroz. Tiene un aroma y un color rojo característicos, debido al uso de pimentón dulce. El plato está disponible en la mayor parte de los restaurantes de la provincia. 

## Historia
Se dice, aunque no hay documentos que lo demuestren, que el plato procede de los pueblos y gentes de la comarca de Aliste. Se sabe de la existencia de este plato en 1890 ya que aparece en la lista de las recetas de la guía de cocina denominada El Practicón. Previamente, en el Almanaque culinario el autor hace una descripción de un arroz a la zamorana servido en Alcañices a un amigo suyo (José Alvarez Builla) en el año 1884.

## Características
Es un plato que suele comerse tradicionalmente en una cazuela de barro, en la que se funde una pequeña cantidad de manteca de cerdo (cuatro onzas según El Practicón) y se rehogan una cebolla y unos nabos. Se añade algunos ajos, orégano, perejil, tomillo, así como pimentón (este es el que le da ese color rojizo tan característico). Todo ello se pone a freír lentamente y tras esta operación se añade agua y algunos de los productos típicos de la matanza del cerdo, como jamón, panceta, chorizo y costillas. Finalmente, se le añade el arroz para que se cocine con el preparado de cerdo. En las recetas clásicas se suelen poner rescoldos, como operación equivalente a la de poner en horno. Se sirve caliente.